# АЭС Сиво
АЭС Сиво (фр. Centrale nucléaire de Civaux) — действующая атомная электростанция на западе Франции в регионе Новая Аквитания.
АЭС расположена на берегу реки Вьенна на территории коммуны Сиво в департаменте Вьенна в 30 км на юго-восток от города Пуатье.
АЭС состоит из двух энергоблоков, на которых используются реакторы с водой под давлением (PWR) N4 разработки Framatome мощностью 1561 МВт каждый. Это делает реакторы АЭС Сиво самыми мощными в мире.
Высота градирен АЭС составляет 180 метров, что делает их самыми высокими во Франции.

## Инциденты
12 мая 1998 года на первом реакторе произошла утечка радиоактивной воды. Объем вытекшей воды составил более 30 кубических метров. Утечка произошла из первого контура теплоносителя, вследствие появления трещин в трубах. В результате были проведены работы, как по замене труб, так и по замене насоса.

## Информация об энергоблоках
| Энергоблок | Тип реакторов    | Мощность | Мощность | Начало строительства | Физпуск    | Подключение к сети | Ввод в эксплуатацию | Закрытие |
| Энергоблок | Тип реакторов    | Чистый   | Брутто   | Начало строительства | Физпуск    | Подключение к сети | Ввод в эксплуатацию | Закрытие |
| ---------- | ---------------- | -------- | -------- | -------------------- | ---------- | ------------------ | ------------------- | -------- |
| Сиво-1     | PWR, N4 REP 1450 | 1495 МВт | 1561 МВт | 15.10.1988           | 29.11.1997 | 24.12.1997         | 29.01.2002          | —        |
| Сиво-2     | PWR, N4 REP 1450 | 1495 МВт | 1561 МВт | 01.04.1991           | 27.11.1999 | 24.12.1999         | 23.04.2002          | —        |